# Ворошилов, Вадим Александрович
Вади́м Алекса́ндрович Вороши́лов (укр. Вадим Олександрович Ворошилов, позывной — Карайа; 2 февраля 1994, Кременчуг) — украинский военный лётчик 2-го класса, подполковник Воздушных сил Украины, участник российско-украинской войны. Герой Украины (2022).
Свой позывный взял в честь лётчика Эриха Хартманна, имевшего идентичный позывной.

## Биография
Вадим Ворошилов родился 2 февраля 1994 года в городе Кременчуг Полтавской области.
В 2011 году окончил Кременчугский военный лицей, в 2015 году (с отличием; направление подготовки - Военное управление (Воздушные Силы) и в 2016 году (магистр, с отличием, специальность - управление действиями подразделений авиации) Харьковский национальный университет Воздушных Сил имени Ивана Кожедуба.
После окончания учебы был направлен на службу в 204-ю бригаду тактической авиации, где служил лётчиком (2016—2018), старшим лётчиком (2018—2020) авиационного звена авиационной эскадрильи и начальником службы безопасности полетов служб (2020—2021).
В 2017 году стал лучшим молодым лётчиком воздушного командования «Юг».
В 2020 году по итогам лётных соревнований стал «Лучшим экипажем истребительной авиации Воздушных сил Украины».
В 2021 году по истечении срока контракта уволился из рядов ВСУ. В интервью объяснил своё увольнение из войска излишней бюрократией. Работал старшим авиационным начальником гражданского аэродрома..
Участвовал в боевых действиях на востоке Украины.
24 февраля 2022 года, после начала полномасштабного вторжения России в Украину, возобновился на службе.
Возобновил навыки по лётной подготовке и отправился на оперативные аэродромы для выполнения задач по назначению.
Сначала выполнял задачи над Житомирской областью. Затем на Изюмском и восточном направлениях, а впоследствии над Херсонщиной.
10 октября, во время массированного ракетного обстрела, сбил две крылатые российские ракеты.
12 октября уничтожил пять дронов «Shahed 136»: три - на юге Украины и два - над Винницей. Из-за повреждения самолёта Вадим катапультировался в Винницкой области, предварительно отведя истребитель МиГ-29 от населённого пункта.
В декабре Вадима было удостоено звания Героя Украины.

## Награды
- Звание Герой Украины с вручением ордена «Золотая Звезда» (5 декабря 2022) — за личное мужество и героизм, проявленные в защите государственного суверенитета и территориальной целостности Украины, самоотверженное служение Украинскому народу[7]

- Орден «За мужество» III степени (8 августа 2022) — за личное мужество и самоотверженные действия, проявленные в защите государственного суверенитета и территориальной целостности Украины, верность военной присяге[8]